# Karkas
Karkas eller karkass var benämningen på trådöverspunnen böjlig metalltråd.
Karkas tillverkades av mjuk järntråd vilken lindades in i till exempel silkesgarn i särskilda maskiner. Tråden användes för att forma och ge stadga åt damhattar och andra plagg. När den tidiga elektrotekniska industrin behövde isolerade ledningar till telefoner och telefonstationer användes koppartråd som belagts med schellack och sedan spunnits över med silke i karkasmaskiner.